# Rafael Pedroza
Rafael Pedroza (nacido el 27 de marzo de 1955) es un boxeador panameño retirado y fue campeón mundial de peso súper mosca en 1981.

## Carrera Profesional
Pedroza se convirtió en profesional el 30 de noviembre de 1974 en donde venció a su compatriota Ramón Montenegro por nocaut en el tercer asalto en el Gimnasio Nuevo Panamá; Perdió sus dos primeros intentos por un título mundial en 15 de mayo de 1977 cuando fue derrotado por el venezolano Luis Estaba por decisión unánime en quince asalto en el Nuevo Circo de Caracas y 29 de julio de 1979 cuando fue derrotado por el japonés Yoko Gushiken por decisión unánime en quince asalto en el City Gymnasium, pero se convirtió en campeón mundial de peso súper mosca de la AMB el 5 de diciembre de 1981 después de su victoria por puntos contra el argentino Gustavo Ballas. Pedroza fue derrotado en su primera defensa por Jiro Watanabe en lo que terminó siendo su último combate siendo esta su última pelea el 8 de abril de 1982. Es primo del boxeador del salón de la fama Eusebio Pedroza.

## Récord Profesional
| 19 Ganadas (15 knockouts), 8 Derrotas(1 knockouts), 1 Empates |        |                   |      |              |            |                                                     |                                           |
| Res.                                                          | Récord | Oponente          | Tipo | Round Tiempo | Fecha      | Lugar                                               | Notas                                     |
| P                                                             | 19-8-1 | Jiro Watanabe     | UD   | 15 (15)      | 1982-04-08 | Prefectural Gymnasium, Osaka, Japón                 | Pierde el título mundial Supermosca AMB   |
| G                                                             | 19-7-1 | Gustavo Ballas    | SD   | 15 (15)      | 1981-12-05 | Gimnasio Nuevo Panamá, Juan Díaz, Panamá            | Gana el título mundial Supermosca AMB     |
| P                                                             | 18-7-1 | Suk Chul Bae      | UD   | 12 (12)      | 1981-06-07 | Munhwa Gymnasium, Seúl, Corea del Sur               | Eliminatoria por el título Supermosca AMB |
| G                                                             | 18-6-1 | Pedro Romero      | UD   | 12 (12)      | 1981-01-17 | Gimnasio Nuevo Panamá, Juan Díaz, Panamá            | Gana el título Supermosca CBPP            |
| P                                                             | 17-6-1 | Gustavo Ballas    | PTS  | 10 (10)      | 1980-10-04 | Luna Park, Buenos Aires, Argentina                  |                                           |
| P                                                             | 17-5-1 | Miguel Iriarte    | UD   | 10 (10)      | 1980-08-30 | Arena Panamá Al-Brown, Colón, Panamá                |                                           |
| G                                                             | 17-4-1 | Fausto Gómez      | KO   | 5 (10)       | 1980-08-16 | Gimnasio Nuevo Panamá, Juan Díaz, Panamá            |                                           |
| G                                                             | 16-4-1 | Javier González   | UD   | 12 (12)      | 1980-03-01 | Gimnasio Nuevo Panamá, Juan Díaz, Panamá            |                                           |
| P                                                             | 15-4-1 | Martín Vargas     | KO   | 4 (10)       | 1979-09-08 | Estadio Chile, Santiago, Chile                      |                                           |
| P                                                             | 15-3-1 | Yoko Gushiken     | UD   | 15 (15)      | 1979-07-29 | City Gymnasium, Kitakyushu, Japón                   | Por el título mundial Minimosca AMB       |
| G                                                             | 15-2-1 | Alex Guido        | TKO  | 9 (10)       | 1979-04-07 | Gimnasio Nuevo Panamá, Juan Díaz, Panamá            |                                           |
| G                                                             | 14-2-1 | Eusebio Urcuyo    | TKO  | 10 (10)      | 1978-07-02 | Gimnasio Nuevo Panamá, Juan Díaz, Panamá            |                                           |
| G                                                             | 13-2-1 | Dagoberto Perinan | KO   | 4 (10)       | 1978-04-15 | Gimnasio Nuevo Panamá, Juan Díaz, Panamá            |                                           |
| G                                                             | 12-2-1 | Orlando Hernández | RTD  | 9 (15)       | 1978-01-26 | Gimnasio Nacional Eddy Cortés, San José, Costa Rica | Gana el título Fedelatin Minimosca AMB    |
| P                                                             | 11-2-1 | Luis Ibarra       | UD   | 10 (10)      | 1977-05-15 | Arena de Colón, Colón, Panamá                       |                                           |
| P                                                             | 11-1-1 | Luis Estaba       | UD   | 15 (15)      | 1977-05-15 | Nuevo Circo, Caracas, Venezuela                     | Por el título mundial Minimosca CMB       |
| G                                                             | 11-0-1 | Felipe Pérez      | TKO  | 7 (10)       | 1977-02-05 | Gimnasio Nuevo Panamá, Juan Díaz, Panamá            |                                           |
| G                                                             | 10-0-1 | Domingo Torres    | TKO  | 3 (10)       | 1976-11-13 | Gimnasio Nuevo Panamá, Juan Díaz, Panamá            |                                           |
| E                                                             | 9-0-1  | Hermógenes Prado  | PTS  | 10 (10)      | 1976-07-10 | Managua, Nicaragua                                  |                                           |
| G                                                             | 9-0    | Pablito Jiménez   | UD   | 10 (10)      | 1976-06-12 | Gimnasio Nuevo Panamá, Juan Díaz, Panamá            |                                           |
| G                                                             | 8-0    | John Cajina       | TKO  | 6 (10)       | 1976-02-14 | Gimnasio Nuevo Panamá, Juan Díaz, Panamá            |                                           |
| G                                                             | 7-0    | Orlando Quijada   | KO   | 1 (10)       | 1975-11-15 | Gimnasio Nuevo Panamá, Juan Díaz, Panamá            |                                           |
| G                                                             | 6-0    | Candelario Guzmán | TKO  | 7 (10)       | 1975-08-23 | Gimnasio Nuevo Panamá, Juan Díaz, Panamá            |                                           |
| G                                                             | 5-0    | José Ricard       | KO   | 1 (8)        | 1975-07-19 | Gimnasio Nuevo Panamá, Juan Díaz, Panamá            |                                           |
| G                                                             | 4-0    | Adriano Méndez    | TKO  | 1 (4)        | 1975-04-26 | Gimnasio Nuevo Panamá, Juan Díaz, Panamá            |                                           |
| G                                                             | 3-0    | Ricardo Vega      | TKO  | 3 (4)        | 1975-02-22 | Gimnasio Nuevo Panamá, Juan Díaz, Panamá            |                                           |
| G                                                             | 2-0    | Luis Sotomayor    | TKO  | 2 (4)        | 1975-01-18 | Gimnasio Nuevo Panamá, Juan Díaz, Panamá            |                                           |
| G                                                             | 1-0    | Ramón Montenegro  | KO   | 3 (4)        | 1974-11-30 | Gimnasio Nuevo Panamá, Juan Díaz, Panamá            |                                           |